# 安易
| ウィキペディアには「安易」という見出しの百科事典記事はありません（タイトルに「安易」を含むページの一覧/「安易」で始まるページの一覧）。 代わりにウィクショナリーのページ「安易」が役に立つかもしれません。 |